# Immensa Aeterni Dei
La costituzione apostolica Immensa Aeterni Dei, datata 22 gennaio 1588, è l'atto con il quale papa Sisto V fondò quindici congregazioni cardinalizie permanenti, in parte di nuova erezione e in parte solo confermate o riassettate, per il governo spirituale della Chiesa e temporale dello Stato pontificio, dando alla struttura gerarchica della Chiesa quell'assetto che in parte conserva ancora oggi.

## Storia
L'obbiettivo principale di papa Sisto V, eletto per acclamazione il 24 aprile 1585, fu riformare la Chiesa, riorganizzarne il governo ed applicare con rigore i decreti del Concilio di Trento, apportando un rinnovato clima di moralità in primo luogo tra vescovi e prelati.
Con la costituzione Immensa aeterni Dei il pontefice ristrutturò la Curia romana, perfezionando il sistema delle congregazioni permanenti, inaugurato nel 1542 da papa Paolo III con la creazione della Congregazione dell’inquisizione. Al momento della sua salita al Soglio, il governo centrale della Chiesa aveva già come perno le Congregazioni permanenti. Il pontefice ereditò dai suoi predecessori i seguenti dicasteri: Congregazione dell'Inquisizione, Congregazioni dell'Indice, del Concilio e dei Vescovi, più altre a carattere temporaneo. Egli stesso il 17 maggio 1586 aveva creato la Congregazione per i regolari.
Particolare importanza per il governo temporale rivestirono le Congregazioni della Consulta e degli Sgravi come organi destinati a difendere le comunità dello Stato pontificio contro gli abusi e il malgoverno, specialmente in materia fiscale.
Nei tre secoli successivi alla riforma di papa Peretti molteplici interventi portarono a modifiche, fusioni e istituzioni di nuovi dicasteri che rispondevano alle esigenze del momento storico. La Congregazione per le Vie, i Ponti e le Acque nel 1590 fu dallo stesso Sisto V limitata quanto alle competenze e si occupò solo dell'Acqua Felice; la Congregazione dell'Annona non ebbe modo di funzionare, in quanto le sue competenze erano già esercitate dal camerlengo e dal presidente dell'Annona; la Congregazione degli Sgravi fu aggregata nel 1592 alla Congregazione del Buon Governo appena istituita dal papa Clemente VIII e fu da essa assorbita sotto papa Paolo V.
Le modifiche politico-geografiche, con la scomparsa dello Stato della Chiesa, incisero maggiormente sulla riforma della Curia che papa Pio X approvò il 29 giugno 1908 con la costituzione apostolica Sapienti consilio.

## Congregazioni cardinalizie
La bolla istituì quindici congregazioni permanenti, di cui nove deputate al governo della Chiesa e le sei restanti all'amministrazione dello Stato pontificio.
Il papa si riservò la presidenza delle prime due. Ogni Congregazione era composta da almeno tre cardinali con un segretario, coadiuvati da esperti teologi e giuristi con funzioni consultive.
Congregazioni riguardanti la Chiesa cattolica
1. Congregazione Per la santa inquisizione, istituita nel 1542 da papa Paolo III e incaricata della tutela della fede, "fondamento di tutto l'edificio spirituale", nella sua purezza.
2. Congregazione Per l'erezione delle chiese e le provvisioni concistoriali[4].
3. Congregazione Per i sacri riti e cerimonie, incaricata delle materie liturgiche.
4. Congregazione Per l'indice dei libri proibiti, già esistente, incaricata di esaminare le opere sospettate di eresia e di redigere gli indici con i libri da disapprovare.
5. Congregazione Per l'esecuzione e l'interpretazione del concilio di Trento, istituita nel 1564 da papa Pio IV, incaricata di fornire l'interpretazione autentica dei canoni del concilio tridentino, di risolvere le questioni controverse ad esso relative e di vigilare sui concili provinciali.
6. Congregazione Per l'universalità dello studio romano, istituita per studi teologici e giuridici, si occupava di tutti i collegi romani.
7. Congregazione Per le consultazioni dei regolari, fondata dallo stesso Sisto V nel 1586 e incaricata di tutto ciò che attiene agli ordini religiosi.
8. Congregazione per le consultazioni dei vescovi ed altri prelati, fondata da Gregorio XIII nel 1576, per le questioni tra patriarchi, vescovi e prelati secolari.
9. Congregazione Per la tipografia vaticana, tipografia fondata dallo stesso Sisto V.

Congregazioni riguardanti lo Stato Pontificio
1. Congregazione Per la segnatura di grazia, antico tribunale per l'esame delle domande di grazie e dei favori, che esulavano dalla competenza dei tribunali ordinari.
2. Congregazione Per l'abbondanza delle risorse, incaricata dell'approvvigionamento dello Stato pontificio, di prevenire carestie e miseria.
3. Congregazione Per l'istituzione e il funzionamento di una flotta per la difesa dello Stato ecclesiastico, un "Ministero della Marina"[5].
4. Congregazione Per gli sgravi dello stato ecclesiastico, per l'organizzazione dei comuni dello Stato pontificio e la loro tutela.
5. Congregazione Per le vie, i ponti e le acque, incaricata della costruzione e della manutenzione di strade, ponti e acquedotti.
6. Congregazione Per le consulte dello Stato ecclesiastico, già esistente, anche chiamata Sacra Consulta, con il compito di rivedere in ultimo appello le cause civili, criminali e miste.

Papa Clemente VIII, a partire dal 1593, fonderà insieme le congregazioni dei vescovi e dei regolari creando la Congregazione dei vescovi e regolari.

La Congregazione degli studi fu abolita da papa Clemente X (1670-1676).

Paolo V (1605-1621) soppresse la Congregazione della stamperia vaticana per accorparla alla Stamperia Camerale.